# Вільгельм Гозенфельд
Вільгельм Адальберт «Вільм» Гозенфельд (нім. Wilhelm Adalbert Hosenfeld; 2 травня 1895 — 13 серпня 1952) — німецький офіцер, який до кінця війни дослужився до рангу гауптмана (капітана). Під час війни допоміг кільком полякам, серед яких були євреї, у окупованій Рейхом Польщі. Найбільш відомий своєю допомогою польсько-єврейському піаністу та композитору Владиславу Шпільману, який переховувся у руїнах Варшави під час останніх місяців 1944 року.

## Життя
Вільгельм народився в сім'ї побожного та консервативного католицького вчителя. Великий вплив на нього мали Католицька Акція та соціальна церковна робота, прусська покора та німецький патріотизм, пацифізм, якого притримувалась його дружина Анна-Марі. Під час Першої світової служив у німецьких військах; був поранений у 1917 році.
Вільгельм Гозенфельд був призваний у вермахт в серпні 1939 року і був переведений до Польщі, де і знаходився з середини вересня 1939 року до заняття території Польщі радянськими військами 17 січня 1945 року. Першим пунктом призначення було місто Паб'яніце, де він брав участь в будівництві і введенні в експлуатацію табору для військовополонених. Наступна дислокація, з грудня 1939 року — місто Венгрув, де він залишався, поки батальйон не пересунули на 30 км до міста Ґміна Ядув в кінці травня 1940 року. Зрештою, його перевели до Варшави в липні 1940 року, де він провів решту війни, прикріплений до охоронного батальйону 660 частини охоронного полку Варшави, де він служив в якості штабного офіцера, а також як батальйонний спорт-офіцер.
Незважаючи на те, що Вільгельм Гозенфельд був членом НСДАП з 1935 року, в ньому зростала недовіра до партії і нацистської ідеології, особливо після того, як він своїми очима бачив страждання поляків і євреїв. Він і деякі його товариші — офіцери вермахту співчували жителям окупованої Польщі, намагалися допомогти їм у міру можливості, соромлячись того, що робили деякі їхні співвітчизники.
З «Варшавських щоденників» Владислава Шпільмана:
«Цього разу я наважився поставити запитання — воно просто вирвалося в мене:
— Ви німець?
Він почервонів і мало не крикнув запально, ніби я його образив:
— Так, на жаль, я німець. Я добре знаю, що коїлося тут, в Польщі, і мені соромно за мій народ.»
Останній раз Шпільман побачився з Вільгельмом Гозенфельдом 12 грудня 1944 року. На прощання він вперше назвав йому своє ім'я і місце роботи, щоб Вільгельм Гозенфельд, в разі чого, міг звернутися до нього за допомогою.
Вільгельм Гозенфельд потрапив у радянський полон і був засуджений до 25 років ув'язнення як військовий злочинець. Незважаючи на прохання поляків на його захист, радянські спецслужби не зняли звинувачення проти Вільгельма Гозенфельда. Він помер в радянському полоні 13 серпня 1952 року від розриву аорти.

## Нагороди[1]
- Залізний хрест 2-го класу (1917)
- Нагрудний знак «За поранення» в чорному (1918)

- Почесний хрест ветерана війни з мечами
- Спортивний знак СА
- Хрест Воєнних заслуг 2-го класу з мечами
- Командорський хрест ордена Відродження Польщі (жовтень 2007; посмертно)
- Почесне звання «Праведник народів світу» (16 лютого 2009; посмертно)